# Liquid Glass
Liquid Glass (укр. «рідке скло») — це мова дизайну, розроблена Apple як єдина візуальна тема для графічних інтерфейсів користувача своїх операційних систем. Анонсована 9 червня 2025 року на Всесвітній конференції розробників (WWDC). Liquid Glass пропонує плавніший, «схожий на скло» інтерфейс для версій iOS 26, iPadOS 26, macOS Tahoe, tvOS 26 та watchOS 26.